# Peruanidad (ensayo)
Peruanidad es el título de un libro de ensayos del escritor peruano Víctor Andrés Belaunde. Fue publicado en 1943; una segunda y definitiva edición, con más capítulos, apareció en 1957. En esta obra, el autor analiza los elementos esenciales y constitutivos del Perú y define la peruanidad como una síntesis viviente de sus herencias indígena e hispánica.

## Publicación
Belaunde diseñó esta obra a base de una serie de ensayos escritos sobre la realidad peruana, tema que le apasionó desde su temprana juventud. Con anterioridad ya había publicado obras igualmente fundamentales sobre dicha temática: Meditaciones peruanas y La realidad nacional, este último, en respuesta a los 7 ensayos de interpretación de la realidad peruana, del pensador socialista José Carlos Mariátegui. 
Peruanidad fue publicada en 1943, con el subtítulo de Elementos esenciales. Originalmente constaba de 5 capítulos y un índice. Abarcaba el estudio del legado nativo e hispánico. El autor dejó pendiente el estudio de otros elementos constitutivos del Perú para una próxima reedición.
Quince años después se editó una segunda edición ampliada, con 9 capítulos añadidos, referentes al significado de la Emancipación, el aporte de la República, la Amazonía y la peruanidad, entre otros temas.
En el prólogo a la primera edición, Aurelio Miro Quesada Sosa dice lo siguiente:

Con esta valiosa obra, Belaunde confirma y acentúa su preocupación por los problemas fundamentales del país, la meditación esforzada y fecunda a que ha dedicado con ahínco los mejores años de su vida y en que ha logrado —con una compensación muy merecida— los frutos más preciados de su labor intelectual… Obra de análisis y de síntesis, con objetivismo de sociólogo pero también con evidente emoción personal, en ella se reúnen la sagacidad y la observación, el experto manejo de las ideas generales y, sobre todo, el intenso fervor que es la nota más grata y más eficaz de Belaunde.

## La peruanidad

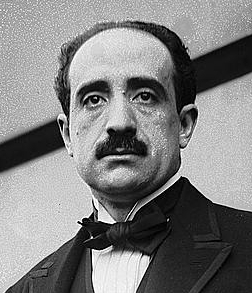
Víctor Andrés Belaunde.

La “peruanidad” es un término acuñado por el mismo Víctor Andrés Belaunde, y se refiere al sentimiento de identidad que vincula a los pueblos y los habitantes del Perú, basado en el afecto hacia sus tradiciones y la fe en su destino.
El autor ve al Perú como una síntesis viviente de razas y culturas, conformadas por hombres que comparten un pasado común y unas metas y objetivos proyectados al futuro del país. Ve al Perú como una continuidad histórica: las etapas que se demarcan en la historia peruana son necesarias para que se dé la actual realidad tal cual hoy se vive.
El primer elemento que define al Perú como fundamento de su identidad es el haber sido cuna de una civilización única y original en el mundo: la civilización andina. Efectivamente, en el territorio del Perú se desarrolló gradualmente desde hace miles de años una de las civilizaciones más originales que se dieron en la historia universal y una de las cuatro que surgieron en la América precolombina.
Belaunde, pensador católico, propone su proyecto de peruanidad fundamentándolo en el espiritualismo religioso:

La peruanidad es una síntesis comenzada, pero no concluida. El destino del Perú es continuar realizando esa síntesis. Ello da un sentido primaveral a nuestra historia. Todo lo que conspira contra esa síntesis es condenable por ser contrario a nuestra clara vocación. La gran fuerza aglutinante es la de los valores espirituales. El indio necesita vivir en el medio litúrgico. El mestizo tiene que reemplazar su desorientación moral por una intensa disciplina ético religiosa. El elemento hispánico no puede conservar su propia fisonomía moral si no realiza su misión cristofórica.

## Estructura
La segunda edición (1957), que viene a ser la definitiva, consta de catorce capítulos, además de los preámbulos y apéndices respectivos.
- Dedicatoria
- Agradecimiento
- Prólogo
- Capítulo I: Concepto de nación y patria
- Capítulo II: Venciendo el territorio
- Capítulo III: El legado del Imperio
- Capítulo IV: El significado de la Conquista
- Capítulo V: La estructura del Virreinato
- Capítulo VI: La evangelización y la formación de la conciencia nacional del Perú
- Capítulo VII: Evolución cultural de la época hispánica
- Capítulo VIII: Causas y significado de la Independencia
- Capítulo IX: El aporte de la República
- Capítulo X: Tradición republicana sobre la libertad de imprenta
- Capítulo XI: La Amazonía y la peruanidad
- Capítulo XII: La evolución cultural de la República
- Capítulo XIII: La fisonomía internacional del Perú
- Capítulo XIV: Problemática de la República
- Epílogo
- Apéndices

## Resumen
Empieza el autor definiendo a la peruanidad como “el conjunto de elementos o caracteres que hacen del Perú una nación, una patria y un Estado”. Analiza los conceptos de Nación y Patria dados por diversos autores. Para él, la concepción de la Nación y la Patria  tiene un sentido profundamente espiritual, pero al mismo tiempo se basa en la realidad. La patria está formada por la tierra y los hombres, por el pasado y el presente, pero también se proyecta hacia el futuro; es por ello necesario encontrar los elementos esenciales del Perú, para que los peruanos descubran en ellos su vocación y su destino. Considera que no merece el nombre de nación el pueblo que no tiene conciencia del papel que le toca desempeñar en el mundo.
En los siguientes capítulos el autor estudia los elementos constitutivos de la nacionalidad peruana. En primer lugar, el territorio. A diferencia de otros países conformados de planicies o llanuras de fácil comunicación, el Perú tiene una geografía accidentada y variada. No solo está dividida en las tres regiones ya clásicas de la costa, sierra y selva, sino que sus valles, comarcas o espacios geográficos están separados por desiertos o montañas de difícil acceso, haciendo difícil la comunicación y el intercambio comercial; sin embargo, considera que se ha ido superando esa problemática con la construcción de los ferrocarriles, la aparición del transporte terrestre motorizado y la aviación.
En el tercer capítulo, el autor expone sumariamente los elementos más peculiares del Tahuantinsuyo o el imperio de los Incas, especialmente aquellos que a su juicio han perdurado a través del tiempo, contribuyendo a formar el alma contemporánea del Perú. Este “legado del Imperio” estaría conformado por los siguientes elementos:
- La unidad política, a pesar de la diversidad geográfica y étnica;
- La misión civilizadora;
- La orientación hacia la justicia social, al parecer muy patente en el imperio, según los antiguos cronistas;
- El concepto imperial del decoro; y
- La creencia incaica en la eficacia de una clase dirigente selecta.

De resaltar es la idea de que el territorio actual del Perú tiene como antecedente básico la expansión realizada por los incas desde el Cuzco. Los españoles, al fundar el virreinato del Perú, se basaron ciertamente en el territorio del imperio inca, sumando el área amazónica; del mismo modo la República tuvo como base el territorio virreinal, si bien ya recortado. Con lo que refuta la idea de que el actual territorio peruano fue una creación ex novo de los inicios de la República.
Enseguida, el autor se enfoca en la conquista y la colonización española. España, entonces la nación más poderosa de Europa, heredera de la cultura greco-romana-cristiana de Occidente, sometió al mundo andino. Belaunde, católico fervoroso, interpreta el significado espiritual de la conquista, señalando el sentido humanitario de la aproximación y aun de la fusión de los españoles con las razas indígenas. Señala la quíntuple transformación operada por la conquista en territorio peruano:
- La biológica, operada por el mestizaje;
- La económica, en los nuevos cultivos y en la vocación minera del Perú;
- La estructural, en una nueva organización política;
- La cultural, en el arraigo de la lengua española y de la cultura latina; y
- La religiosa, en la adquisición del catolicismo.

Para Belaunde, un papel importante y hasta protagónico desempeñó la ciudad durante la colonia, como centro de fusión y mestizaje. Analiza también otros aspectos representativos de la organización política y social del Perú colonial. Tanto la ciudad colonial como la organización política centralizada (virreinato) serían los gérmenes de la actual estructura del Perú.
En conclusión, para el autor 

El Perú es una síntesis viviente; síntesis biológica, que se refleja en el carácter mestizo de nuestra población, síntesis económica, porque se han integrado la flora y la fauna aborígenes con las traídas de España, y la estructura agropecuaria primitiva con la explotación de la minería y el desarrollo industrial; síntesis política, porque la unidad política hispana continúa la creada por el Incario; síntesis espiritual, porque los sentimientos hacia la religión naturalista y paternal se transforman y elevan en el culto de Cristo y en el esplendor de la liturgia católica. No concebimos oposición entre hispanismo e indigenismo [...], los peruanistas somos hispanistas e indigenistas al mismo tiempo.

## Ediciones
- Primera (1943): Lima, Ediciones Mercurio Peruano, 222 p. Lleva el subtítulo de Elementos esenciales, y consta de 5 capítulos y un apéndice.
- Segunda (1957): Lima, Ed. del Instituto Riva Agüero y Librería Studium, 541 pp. Edición definitiva, con 14 capítulos, numerosos apéndices y amplísima bibliografía.
- Tercera (1965): Lima, Librería Studium, 541 pp. (edición facsimilar de la anterior).
- Cuarta (1968): Edición antológica: Peruanidad (selección), Lima, Pontificia Universidad Católica del Perú, 158 pp. Publicaciones del Instituto Riva Agüero, N.º 56.
- Quinta (1983): Lima, XCI y 557 pp. Con un estudio preliminar de César Pacheco Vélez.
- Sexta (1987): Lima, Edición de la Comisión Nacional del Centenario, 488 pp. Quinto tomo de la primera serie de las obras completas de V.A.B.: El proyecto nacional. Impreso en Imprenta Editorial Lumen. Con textos introductorias de Aurelio Miro Quesada S., Raúl Ferrero R., José A. de la Puente Candamo y José Luis Sardón. Epílogo de César Pacheco Vélez.